# بنجامین (فیلم)
بنجامین (انگلیسی: Benjamin) فیلمی در ژانر کمدی رمانتیک به کارگردانی میشل دوویل است که در سال ۱۹۶۸ منتشر شد. از بازیگران آن می‌توان به میشل مورگان، میشل پیکولی، سِـسیل واسور و کاترین دنو اشاره کرد.